# Cotesia villana
Cotesia villana är en stekelart som först beskrevs av Henry J. Reinhard 1880.  Cotesia villana ingår i släktet Cotesia och familjen bracksteklar. Inga underarter finns listade i Catalogue of Life.